# Miguel Joven
Miguel Joven Braun (Lübeck, Alemania, 15 de enero de 1973), conocido popularmente como Miguel Joven, es un actor español. Su rol más conocido es el papel de Tito en la serie de Televisión Española Verano Azul (1981) dirigida por Antonio Mercero.

## Biografía
Nacido en Alemania de padre español y madre alemana, ha vivido desde los 3 años en Nerja (Málaga). Cuando contaba con seis años y medio de edad fue el último de los actores infantiles seleccionados por el director Antonio Mercero para la realización de la serie Verano Azul. Según ha relatado en numerosas ocasiones el rodaje ya había comenzado pero el niño previamente seleccionado para el papel de Tito no convenció a Mercero. Cuando estaban a la espera de que enviaran un nuevo niño actor desde Madrid Francisco Olaya Ayo, que regentaba el chiringuito donde comía el equipo de rodaje, convenció a los responsables para que hicieran una prueba a Miguel, hijo de Alberto Joven camarero del establecimiento. De ese modo Miguel Joven se convirtió en Tito, un niño travieso compañero de aventuras del Piraña (Miguel Ángel Valero), hermano de Bea (Pilar Torres) e hijo de Agustín (Manuel Tejada) y Carmen (Elisa Montés). El éxito de la serie fue tan arrollador que catapultó a la fama a todos sus protagonistas.

"El secreto de su longevidad es que la serie habla de problemas que siguen vigentes hoy día. La gente se siente reflejada con aquellas historias que Mercero rodó. Porque en el fondo la vida sigue siendo la misma, nada ha cambiado por mucho que nos empeñemos en creer lo contrario. Verano Azul llegó en un momento clave en la historia de España. Llegó en unos años en que necesitábamos un soplo de aire fresco. Nuestros padres venían de una generación nacida de la represión y el miedo, y nosotros fuimos los primeros en rebelarnos contra eso. Éramos la primera generación que nacimos en libertad y la reclamábamos como un derecho. Verano Azul fue una guía que les dijo a los españoles que las cosas habían cambiado."
Miguel Joven (2018) 

Para aprovechar la popularidad se emparejó de nuevo a Miguel Joven y Miguel Ángel Valero en el dúo musical infantil Los Pirañas. En 1982 se publicó su único álbum, de título homónimo y publicado por el sello RCA, cuyo tema principal «Comer, comer» alcanzó gran popularidad. El dúo también participó en dos películas: Padre no hay más que dos (1982), dirigida por Mariano Ozores e interpretada por Fernando Esteso y Andrés Pajares, y Chispita y sus gorilas (1982) dirigida por Luis María Delgado e interpretada por Macarena Camacho «Chispita».
Tras esa experiencia Miguel Joven se retiró totalmente del espectáculo y se dedicó a terminar sus estudios y posteriormente a trabajar en el sector de la hostelería en Nerja. Sin embargo su presencia suele ser habitual en los espacios de nostalgia de televisión y homenajes que periódicamente se realizan a la serie. Entre ellos el programa que rememoró 50 años de programación infantil en Televisión Española, emitido el 31 de diciembre de 2006, con presentación de Miriam Díaz Aroca.
En 2011 fue elegido embajador turístico de Nerja, cargo que recibió acompañado por tres compañeras de rodaje de la famosa serie María Garralón (Julia), Cristina Torres (Desi) e Ira Alonso (Eva, del episodio con el mismo nombre). En octubre del mismo año hizo de anfitrión en el 30.º aniversario del estreno de la serie, organizando los distintos actos. Meses después se desvinculó del proyecto, al cambiar las funciones pactadas, contando con el apoyo del resto de sus compañeros en la serie.
En marzo de 2012 intervino en el episodio 8 de la webserie cómica Los hijos de Mambrú, dirigido por Óscar Parra de Carrizosa.
Actualmente trabaja como guía turístico realizando varias rutas: la ruta "Nerja Verano Azul" donde acompaña a grupos de fanes de la serie por las calles del pueblo mostrando las localizaciones principales y contando anécdotas del rodaje; una ruta en kayak (que comienza en la playa de Burriana, junto al Chiringuito de Ayo) por los acantilados de Maro-Cerro Gordo haciendo una parada en la Caleta de Maro (Calachica en la serie) donde rememorando el capítulo No matéis mi planeta, por favor conciencia a navegantes y bañistas de preservar el medio ambiente recogiendo basura. También es guía en la famosa Cueva de Nerja donde ofrece una visita exclusiva a un grupo reducido de personas fuera del horario normal de visita.

"La vida ha cambiado mucho, pero aquí no hemos cambiado tanto. Sigue siendo un pueblo con ambiente de pueblo. En las calles, a la caída de la noche, hay muchas personas que sacan sus sillas a la calle para tomar el fresco. Quizá sí ha cambiado el modelo turístico. Hace cuarenta años Nerja acogía un turismo familiar fiel que venía todos los años. Ahora ese dibujo es diferente."
Miguel Joven (2018) 